# Volo CHC Helikopter Service 241
Il 29 aprile 2016, un Eurocopter EC225 Superpuma della CHC Helikopter Service, che trasportava lavoratori del settore petrolifero dalla piattaforma Gullfaks B nel Mare del Nord, precipitò nei pressi di Turøy, un'isola costiera norvegese a 36 chilometri dalla città di Bergen. Il gruppo del rotore principale si staccò dal velivolo e la fusoliera precipitò al suolo, esplodendo nell'impatto. Tutte le tredici persone a bordo rimasero uccise.
L'inchiesta successiva concluse che la trasmissione del rotore principale si era guastata a causa di una crepa da fatica che si era propagata sotto la superficie, sfuggendo al rilevamento. Furono formulate diverse raccomandazioni di sicurezza, tra cui quella che Airbus Helicopters, l'attuale costruttore, prendesse in considerazione la riprogettazione della trasmissione interessata.

## L'elicottero
L'elicottero coinvolto era un EC225LP Super Puma, prodotto da Eurocopter (ora Airbus Helicopters), immatricolato LN-OJF.

## Passeggeri ed equipaggio
Nel suo ultimo volo l'aereo trasportava undici passeggeri e due piloti. Le autorità confermarono che undici delle persone a bordo erano norvegesi, con un passeggero britannico e un membro dell'equipaggio italiano. Gli undici passeggeri erano dipendenti di sei diverse società: Halliburton (quattro dipendenti); Aker Solutions (tre); e un dipendente ciascuno di Statoil, Schlumberger, Welltec e Karsten Moholt. Il 2 maggio vennero resi noti i nomi di tutte le vittime dell'incidente.

## L'incidente
Alle 10:05 ora locale (UTC+2), l'HKS241 decollò dall'aeroporto Flesland di Bergen, con cinque minuti di ritardo rispetto all'orario previsto. Arrivò in orario alla piattaforma Gullfaks B e ripartì alle 11:16, trasportando due piloti e undici passeggeri, dipendenti e subappaltatori della compagnia petrolifera norvegese Statoil. L'atterraggio era previsto all'aeroporto di Flesland alle 12:08.
Alle 11:53, mentre l'elicottero si avvicinava a Sotra, al largo della costa di Bergen, diversi testimoni osservarono il volo, affermando che non c'era nulla di strano fino a quando il suono era cambiato improvvisamente e l'elicottero aveva iniziato a ondeggiare. Pochi istanti dopo, il gruppo del rotore principale dell'elicottero si era staccato, causando un improvviso calo di velocità e di altitudine, come confermato dalla telemetria di volo. Con la perdita di ogni controllo, l'elicottero si era schiantato sull'isolotto di Skitholmen, tra le isole di Turøy e Toftøy, alle 11:54:35 ora locale, esplodendo al momento dell'impatto. La maggior parte dei rottami era poi scivolata dall'isolotto in mare. Poco dopo venne effettuata una registrazione video del rotore principale staccato che ruotava verso terra. Il rotore si fermò a diverse centinaia di metri di distanza sull'isola di Toftøy. Secondo i dati di tracciamento del volo, il tempo intercorso tra il distacco del rotore e l'incidente stesso era stato di soli undici secondi.
Alle 11:55 la polizia locale ricevette la segnalazione di un incidente di elicottero. Sei minuti dopo, alle 12:01, la segnalazione venne trasmessa al servizio di soccorso nazionale. I soccorritori, la polizia e i vigili del fuoco arrivarono sul posto alle 12:20 e poco dopo il relitto venne localizzato parzialmente sommerso. Alle 13:15, le autorità confermarono che il relitto era stato ritrovato e che non si aspettavano di trovare sopravvissuti.
Il primo ministro norvegese Erna Solberg descrisse l'incidente come "orribile". Il re Harald V e la regina Sonja annullarono una visita in Svezia che avrebbe dovuto segnare il 70º compleanno del re Carl XVI Gustaf.

## Le indagini
Il Norwegian Accident Investigation Board (AIBN) è responsabile delle indagini sugli incidenti aerei in Norvegia. L'Air Accidents Investigation Branch (AAIB) britannico e il Bureau d'Enquêtes et d'Analyses pour la Sécurité de l'Aviation Civile (BEA) francese inviarono un team di investigatori in Norvegia per assistere l'AIBN nelle sue indagini. I rappresentanti di Airbus Helicopters e del produttore di motori Turbomeca facevano parte del team BEA. Anche l'Agenzia europea per la sicurezza aerea (EASA) partecipò all'indagine.
Il registratore vocale della cabina di pilotaggio (CVR) e il registratore di dati di volo (FDR) dell'aereo vennero inviati all'AAIB nel Regno Unito per il recupero dei dati. I dati vennero scaricati con successo il 1º maggio e rispediti all'AIBN che confermò che i dati ricevuti erano di buona qualità e utili per ulteriori indagini.
In maggio, la BBC riportò un problema precedente, quando l'elicottero era rientrato alla base alla fine di aprile dopo l'accensione di una spia nella cabina di pilotaggio.
In una conferenza stampa del 3 maggio, l'AIBN dichiarò che l'indagine iniziale e l'analisi dei dati provenienti dalla combinazione di FDR e CVR li aveva convinti che si poteva escludere un errore del pilota e che non vi erano indicazioni di malfunzionamenti fino a un secondo prima della fine della registrazione, che si presumeva fosse il momento in cui il rotore si era staccato. Un portavoce dell'AIBN dichiarò che l'incidente era dovuto a un guasto tecnico e "non a un incidente causato da un errore umano". Più tardi, lo stesso giorno, Airbus Helicopters aggiornò il proprio comunicato stampa con la richiesta di verificare la corretta installazione di tutti gli attacchi della barra di sospensione della trasmissione principale per l'EC225LP. Dichiararono inoltre che "misure simili saranno pubblicate a breve per l'EC725AP in uno specifico ASB" (Alert Service Bulletin).
Entro una settimana dall'incidente, venne sviluppata e impiegata una slitta subacquea con magneti per trovare piccoli frammenti metallici critici dalla scatola del cambio e dai cuscinetti, a supporto delle indagini.
Il 27 maggio, l'AIBN confermò che gli scenari in esame includevano il cedimento del modulo epicicloidale, dell'attacco della barra di sospensione (lift strut) e dell'alloggiamento conico dell'MGB (trasmissione). Lo stesso giorno Airbus Helicopters aggiornò il bollettino dei comunicati stampa e dichiarò che, a suo parere, solo il cedimento dell'attacco di una barra di sospensione poteva essere valutato come probabile sulla base delle informazioni disponibili a quella data, opinione dichiarata anche da Airbus durante una riunione di sicurezza il 20 maggio.
Il 1º giugno l'AIBN pubblicò un aggiornamento del rapporto di indagine preliminare che includeva una raccomandazione di sicurezza urgente all'Agenzia europea per la sicurezza aerea. La raccomandazione si basava su esami metallurgici in cui erano stati riscontrati segni di affaticamento in parti dell'ingranaggio planetario del secondo stadio.
La trasmissione aveva subito un "trattamento scortese" (incidente stradale) durante il trasporto in Australia ed era stata riparata prima di essere montata sull'LN-OJF. Il 15 giugno, Airbus chiese agli operatori di verificare la presenza di residui metallici nell'olio e di segnalare eventi insoliti relativi alla trasmissione.
Il 28 giugno, l'AIBN pubblicò un nuovo rapporto preliminare in cui affermava che la causa più probabile dell'incidente era stata una frattura da fatica in uno degli ingranaggi planetari del secondo stadio della trasmissione. L'AIBN fece una similitudine con l'incidente del 2009 dell'Eurocopter AS332 di Bond Helicopters, anch'esso causato dalla rottura della trasmissione. Mentre prima dell'incidente erano state rilevate particelle nell'olio della trasmissione scozzese, nessuna indicazione di questo tipo era presente per la trasmissione norvegese. A febbraio 2017, l'AIBN proseguiì le indagini senza indicare quando sarebbe stato possibile giungere a una conclusione. Sempre a febbraio 2017, l'EASA emise un avviso agli operatori affinché indagassero sul radiatore dell'olio della lega 16NCD13 della trasmissione.
Il 28 aprile 2017 l'AIBN pubblicò un nuovo rapporto preliminare con un aggiornamento dei progressi dell'indagine a un anno dall'incidente. In questo rapporto si affermava che l'incidente era stato causato da una frattura per fatica in uno degli otto ingranaggi planetari del secondo stadio del modulo epicicloidale della trasmissione del rotore principale e che l'innesco della crepa sembrava essere superficiale. L'origine era considerata sconosciuta al momento della pubblicazione del rapporto. Non si sapeva nemmeno se la frattura si fosse verificata al momento o nell'arco di diverse ore di volo, e se i frammenti fossero stati spagliati per essere rilevati dai sistemi di manutenzione, come era accaduto in Scozia nel 2009. La questione era legata al certificato di aeronavigabilità dell'aereo.
Il 5 luglio 2018, l'AIBN pubblicò il rapporto finale, determinando la causa come segue: L'incidente era stato causato da una frattura da fatica in un ingranaggio planetario del secondo stadio nel modulo epicicloidale della trasmissione del rotore principale. La crepa era iniziata da un micropozzo in superficie e si era sviluppata in profondità fino a un cedimento catastrofico senza essere rilevata. Vennero formulate 12 raccomandazioni, una delle quali affermava che Airbus avrebbe dovuto rivedere la progettazione della trasmissione del rotore principale del Super Puma. A settembre 2019, Airbus aveva replicato la crepa da fatica in alcuni test.

## Conseguenze
Poco dopo l'incidente, le compagnie petrolifere e gli operatori di elicotteri misero volontariamente a terra 130 elicotteri simili fino a nuovo avviso, ad eccezione dei velivoli utilizzati per scopi di ricerca e soccorso. A ciò seguì un fermo da parte dell'Autorità dell'aviazione civile norvegese, specificato per i voli di trasporto pubblico e le operazioni di trasporto aereo commerciale con elicotteri EC225LP. Più tardi, lo stesso giorno, l'Autorità per l'aviazione civile britannica emise una direttiva di sicurezza che metteva a terra tutti gli EC225LP iscritti al registro degli aeromobili civili del Regno Unito o che volavano nello spazio aereo del Regno Unito, ad eccezione degli aeromobili utilizzati per scopi di ricerca e soccorso. Il 30 aprile, Airbus Helicopters emise una Safety Information Notice in cui esprimeva il proprio sostegno alla decisione di mettere "in attesa" tutti i voli commerciali passeggeri con elicotteri Super Puma del modello EC225LP. Altre versioni del Super Puma non vennero incluse in questa decisione.
Il 1º maggio, Airbus Helicopters disse in un comunicato stampa che "Considerando le informazioni aggiuntive raccolte nelle ultime 48 ore, la decisione di Airbus Helicopters, in questa fase, è di non sospendere i voli di qualsiasi natura per l'EC225LP". Non specificarono la natura delle informazioni aggiuntive che avevano portato a questa decisione.
L'11 maggio, l'Autorità per l'aviazione civile norvegese e l'Autorità per l'aviazione civile del Regno Unito decisero congiuntamente di estendere il fermo, includendo ora anche gli elicotteri Super Puma del modello AS332L2. La decisione era basata sulle somiglianze tra i due modelli di elicottero.
Il 2 giugno, l'Autorità norvegese per l'aviazione civile e l'Autorità britannica per l'aviazione civile estesero il fermo degli elicotteri EC225LP e AS332L2, includendo ora anche i voli di ricerca e soccorso. Le direttive erano il risultato di una raccomandazione contenuta nel rapporto preliminare pubblicato dall'AIBN il 1º giugno. Lo stesso giorno, l'Agenzia europea per la sicurezza aerea decise di vietare tutti i voli con gli elicotteri EC225LP e AS332L2 in Europa. Il 3 giugno, la Federal Aviation Administration (FAA) degli Stati Uniti emanò una direttiva che vietava i voli con gli elicotteri EC225LP e AS332L2 negli USA.
Gli analoghi Eurocopter AS532 Cougar e gli Eurocopter EC 725 di Germania e Brasile vennero messi a terra intorno al 7 giugno in risposta all'incidente, e il Surion sudcoreano venne messo a terra nel luglio 2016. Un Surion con rotore e cambio simili subì la separazione del rotore nel 2018. A luglio 2016, l'80% della flotta mondiale era a terra. L'esercito francese continuò ad utilizzarlo.
Statoil, che aveva in appalto l'elicottero coinvolto nell'incidente, cessò definitivamente l'uso della famiglia di elicotteri Super Puma, anche dopo l'abolizione di alcune restrizioni, e aveva dichiarato di voler utilizzare i Sikorsky S-92 per sostituire il Super Puma nei contratti futuri.
A gennaio 2017, l'H225 rimaneva a terra nel Regno Unito e in Norvegia, mentre alcuni erano tornati in servizio in Asia. Nel 2019, 51 esemplari erano stati utilizzati principalmente per scopi di utility.
La vedova del passeggero britannico presentò una richiesta di risarcimento ai sensi del Consumer Protection Act del 1987 per una trasmissione e un elicottero difettosi, contro il produttore del cambio Schaeffler e Airbus, guidati da Hugh James, solicitors di Cardiff e Balfour Manson di Edimburgo. A giugno 2021 venne raggiunto un accordo extragiudiziale tra Airbus e i parenti più prossimi; tutti i parenti più prossimi ricevettero un risarcimento.